# Schloss Artstetten

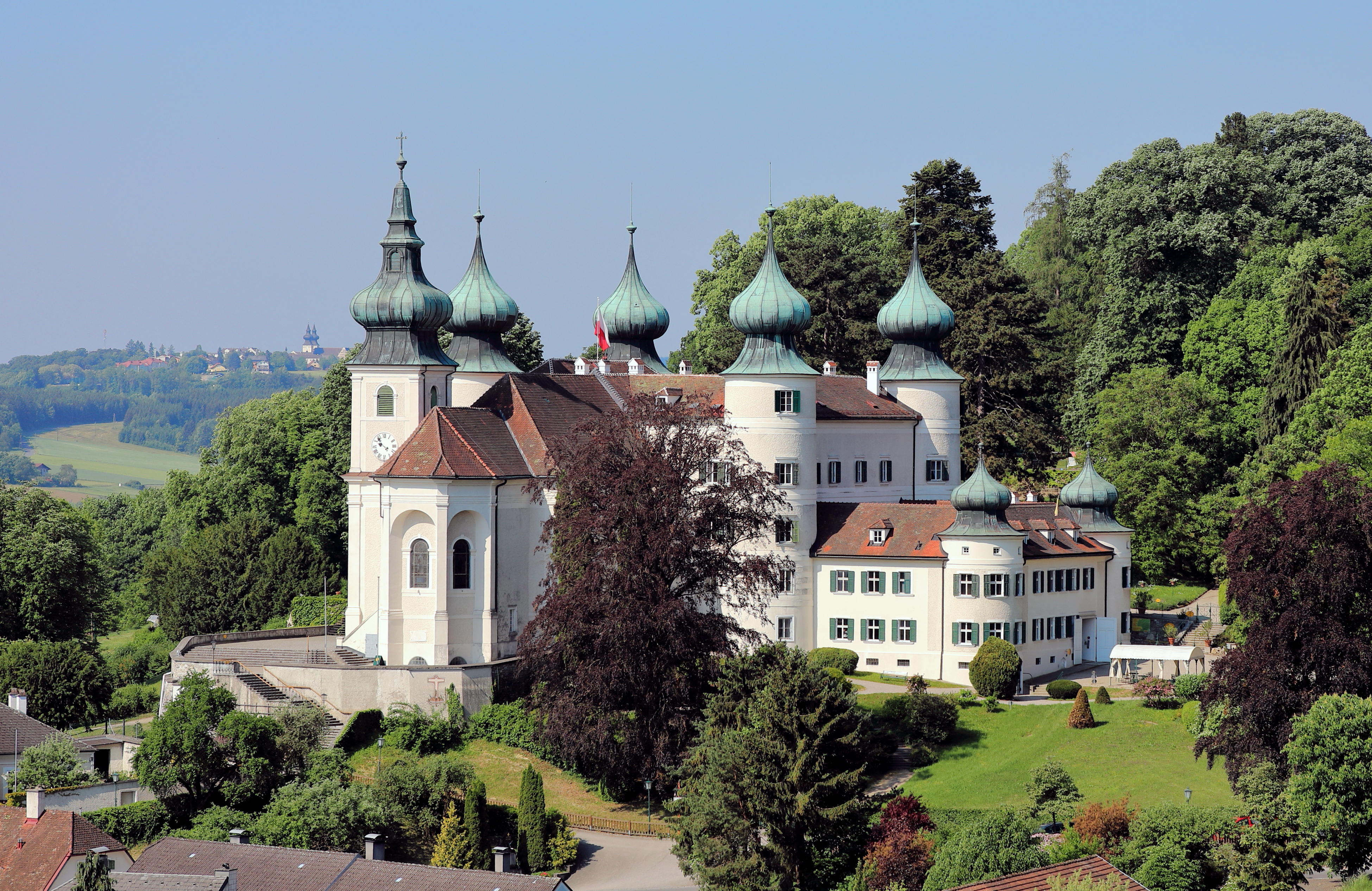
Schloss Artstetten mit der Kirche St. Jakobus

Schloss Artstetten ist ein Schloss in der Marktgemeinde Artstetten-Pöbring im Bezirk Melk in Niederösterreich im Besitz der Familie Hohenberg. Auf dem Schlossareal steht auch die Pfarrkirche Artstetten.

## Geschichte
Der urkundlich erstmals im Jahr 1263 erwähnte Vorgängerbau, bis ins 15. Jahrhundert im Besitz derer von Aerendorf, wurde 1560–1592 von Matthäus Gundreching durch einen Neubau im Stil der Renaissance ersetzt.
Nach mehrfachen Besitzerwechseln erwarb 1823 Kaiser Franz I. das Schloss für die habsburgische Krone. Es war als Witwensitz für seine Gemahlin Karolina Augusta vorgesehen, die es nach dem Tod des Kaisers 1835 allerdings nur wenig nutzte.
Nach dem Tod des Kaisers 1835 kam Schloss Artstetten in den Besitz seines dritten Sohnes Erzherzog Franz Karl (des Vaters von Kaiser Franz Joseph  I.), und 1861 in den Besitz von Erzherzog Franz Karls drittem Sohn Erzherzog Karl Ludwig. 1866 scheint Erzherzog Ferdinand Maximilian, der spätere Kaiser von Mexiko, als Käufer von Schloss Artstetten auf, der es allerdings nie bezahlte, weshalb Karl Ludwig Eigentümer blieb. Von Erzherzog Karl Ludwig erhielt es 1889 sein Sohn, Erzherzog Franz Ferdinand, der 1896 offiziell Thronfolger wurde. Unter seiner Ägide wurden sowohl das Schloss als auch der Park durch Dombaumeister Ludwig Simon umgebaut und modernisiert.
Nach dem Attentat von Sarajevo und dem Tod Erzherzog Franz Ferdinands 1914 erbte das Schloss sein ältester Sohn, Maximilian von Hohenberg, der damals erst 12 Jahre alt war. Bis zu seiner Volljährigkeit wurde der Besitz daher von einem Vormund verwaltet. 1915 wurde Dr. Friedrich Stritzl aufgrund seiner Verdienste als Rechtsanwalt Erzherzog Franz Ferdinands als „Edler von Artstatt“ in den Adelsstand erhoben, wobei das Prädikat eine Anspielung auf das Schloss Artstetten war. Nach dem Ende der Monarchie in Österreich und dem Adelsaufhebungsgesetz 1919 verlor der Adel in der Republik Österreich seine Vorrechte. Nach dem „Anschluss“ 1938 wurde Maximilian Hohenberg enteignet und mit seinem Bruder Ernst am 31. März als einer der ersten Österreicher in das KZ Dachau deportiert. Der enteignete Familienbesitz gelangte nach der Zeit des Nationalsozialismus an die Republik Österreich. Im Jahr 1949 wurde das Schloss an Maximilian Hohenberg restituiert.
Nach dem Tod Maximilian Hohenbergs 1962 erbte Schloss Artstetten sein ältester Sohn, Franz Ferdinand Hohenberg. Nach seinem Tod 1977 überschrieb dessen Witwe Elisabeth den Besitz in Artstetten mit Schloss, Forst- und Landwirtschaft ihrer ältesten Tochter Anita (* 1958), die 1978 den französischen Grafen Romée de La Poëze d’Harambure (* 1949) heiratete. 1982 gründete sie mit ihrem Mann das Erzherzog-Franz-Ferdinand-Museum und renovierte das Schloss. Nach der Scheidung dieser Ehe im Jahr 1998 heiratete Anita Hohenberg 2005 Konsul Andreas Bardeau, den Besitzer des steirischen Schlosses Kornberg. 2003 brachte sie Schloss Artstetten sowie sämtliche Ländereien in die Anita-Hohenberg-Stiftung ein.
Seit Dezember 2015 hat ihre Tochter Alix de La Poeze d’Harambure-Fraye (* 1980) die Leitung von Schloss Artstetten als Tourismusbetrieb inne.

## Erzherzog-Franz-Ferdinand-Museum
In einem dazugebauten Teil der Anlage wurde 1982 das Erzherzog-Franz-Ferdinand-Museum eingerichtet. Die erste Ausstellung, Von Mayerling bis Sarajewo, wurde 1991 durch eine Ausstellung mit dem Titel Thron oder Liebe abgelöst. Daneben werden jedes Jahr Sonderausstellungen veranstaltet. Dazu zählen:
- 1987: Kinderzeichnungen des Kaisers Franz Joseph
- 1988: Maximilian Kaiser von Mexiko
- 1989: Die grüne Welt der Habsburger
- 1993: 100 Jahre Weltreise des Thronfolgers
- 1994: Sarajevo 1914
- 1996: Erzherzog Carl Ludwig, Vater des Thronfolgers
- 1998: Kunst und Faszination Chinas
- 2000: 100 Jahre Trauung Franz Ferdinands und Sophie Choteks
- 2001: Ein Schiff wird kommen
- 2003: Der Thronfolger und die Architektur
- 2005: Das Haus Hohenberg: verhinderte Dynastie
- 2006: Die Waisenkinder von Sarajewo
- 2007: Dienstboten-Geschichten
- 2009: Das Boudoir und seine Geheimnisse
- 2010: Jedermanns Thron
- 2011: Gut behütet
- 2014: Regieren und Verlieren
- 2016: Leopold Forstner
- 2017: Der gute Ton
- 2018: Erzherzog Franz Ferdinand und der Erste Weltkrieg
- 2019: Mit Herz und Hand fürs Alpenland

## Schlossarchiv
Das Schlossarchiv befindet sich in Privatbesitz und ist nur bedingt zugänglich. Sein allmählich gewachsener Bestand ist für die Geschichte Österreichs und das Privatleben der Kaiserlichen Familie von Bedeutung. Als Herrschafts- und Gutsarchiv ist es seit dem Schlosskauf im Jahr 1823 durch Kaiser Franz I. lückenlos erhalten. Im Jahr 1982 ließ Romée de La Poeze d´Harambure ein Schlossmuseum einrichten, das in Sonderräumen eine Dauerausstellung zeigte, die der Historiker Wladimir Aichelburg zusammengestellt hatte.
Regelmäßig stattfindende Sonderausstellungen werden aus dem Fundus des Archivs bestückt, der bei dieser Gelegenheit thematisch inventarisiert wird. 2011 erfolgte durch die Schlossherrin Anita Hohenberg eine umfassende Adaptierung und Modernisierung des Schlossarchivs.

## Pfarrkirche und Grüfte

### Kirche St. Jakobus
- Siehe: St. Jakobus der Ältere (Artstetten)

Die Schloss- und Pfarrkirche „St. Jakobus der Ältere“ steht an der Ostseite des Schlosses und ist durch eine Treppe mit dem tiefer liegenden Markt Artstetten-Pöbring verbunden. Die ursprünglich frei stehende gotische Kirche wurde 1691–1698 zu einem barocken Saalbau erweitert und bis zum Schloss verlängert. Unter Erzherzog Franz Ferdinand erfolgte vor dem Ersten Weltkrieg eine Umgestaltung der Pfarrkirche im Stil des Historismus.
Unter der Pfarrkirche befinden sich zwei Grüfte: die Hohenberg’sche Familiengruft und die Schlossherrengruft.

### Hohenberg’sche Familiengruft
- Siehe: St. Jakobus der Ältere (Artstetten) – Hohenberg’sche Familiengruft

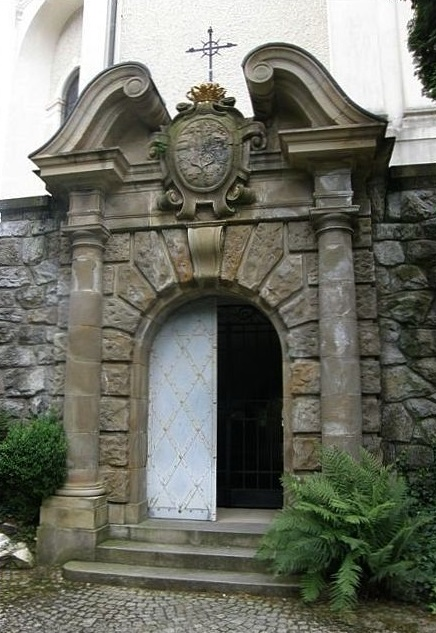
Eingangsportal zur Hohenberg-Familiengruft an der Nordseite von Schloss und Pfarrkirche
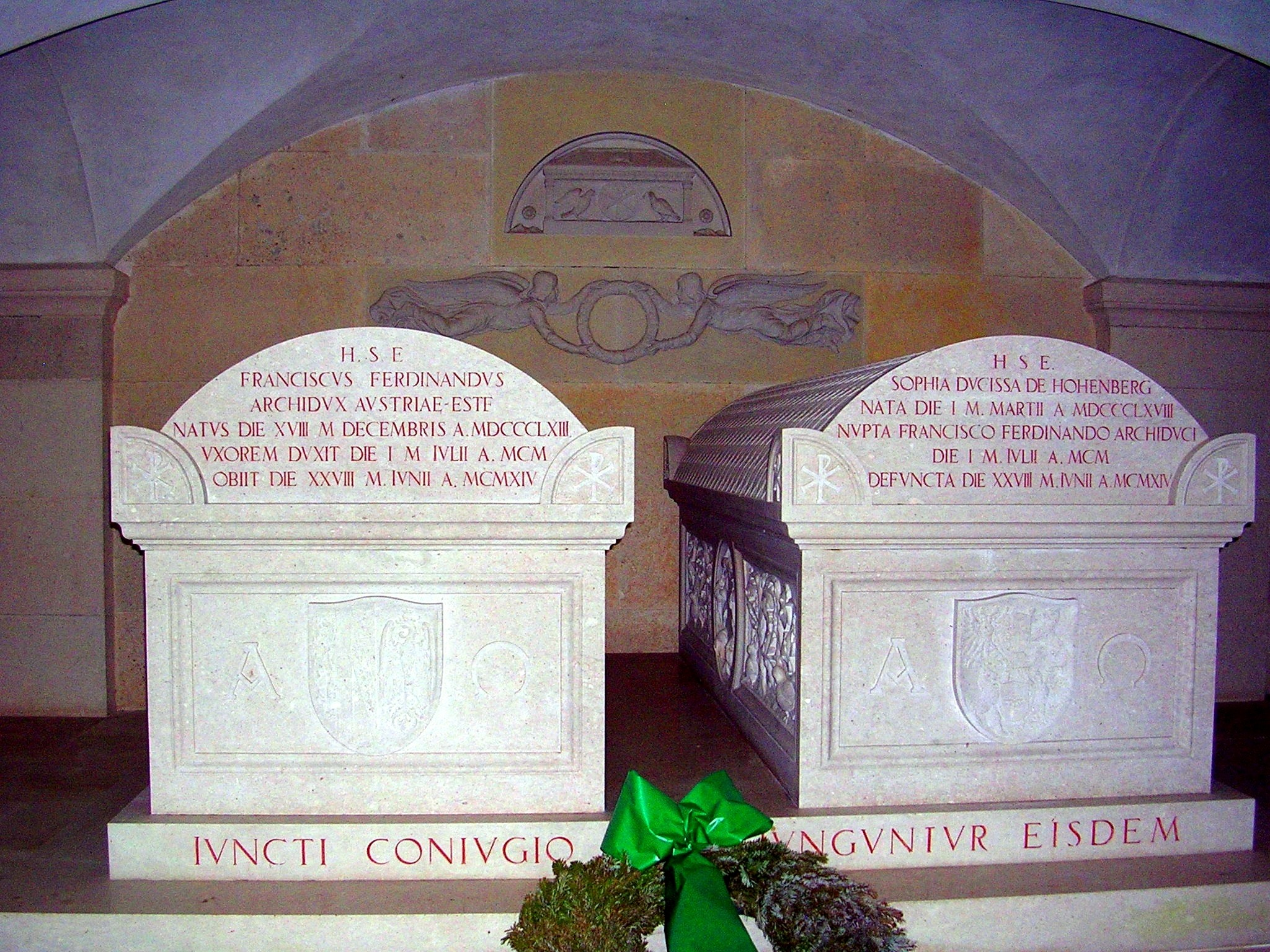
Alte Gruft mit den Sarkophagen des ermordeten Thronfolgerpaares
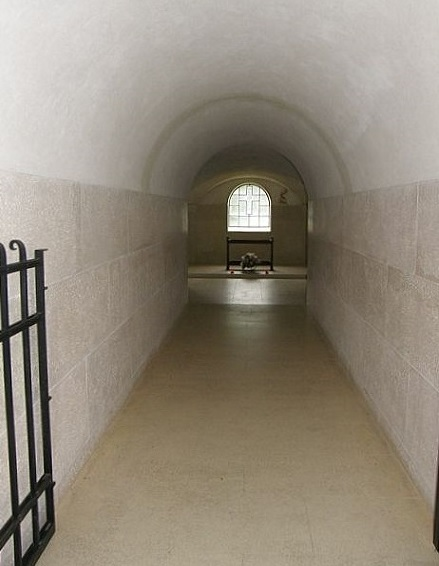
Verbindungsgang von der Alten zur Neuen Gruft
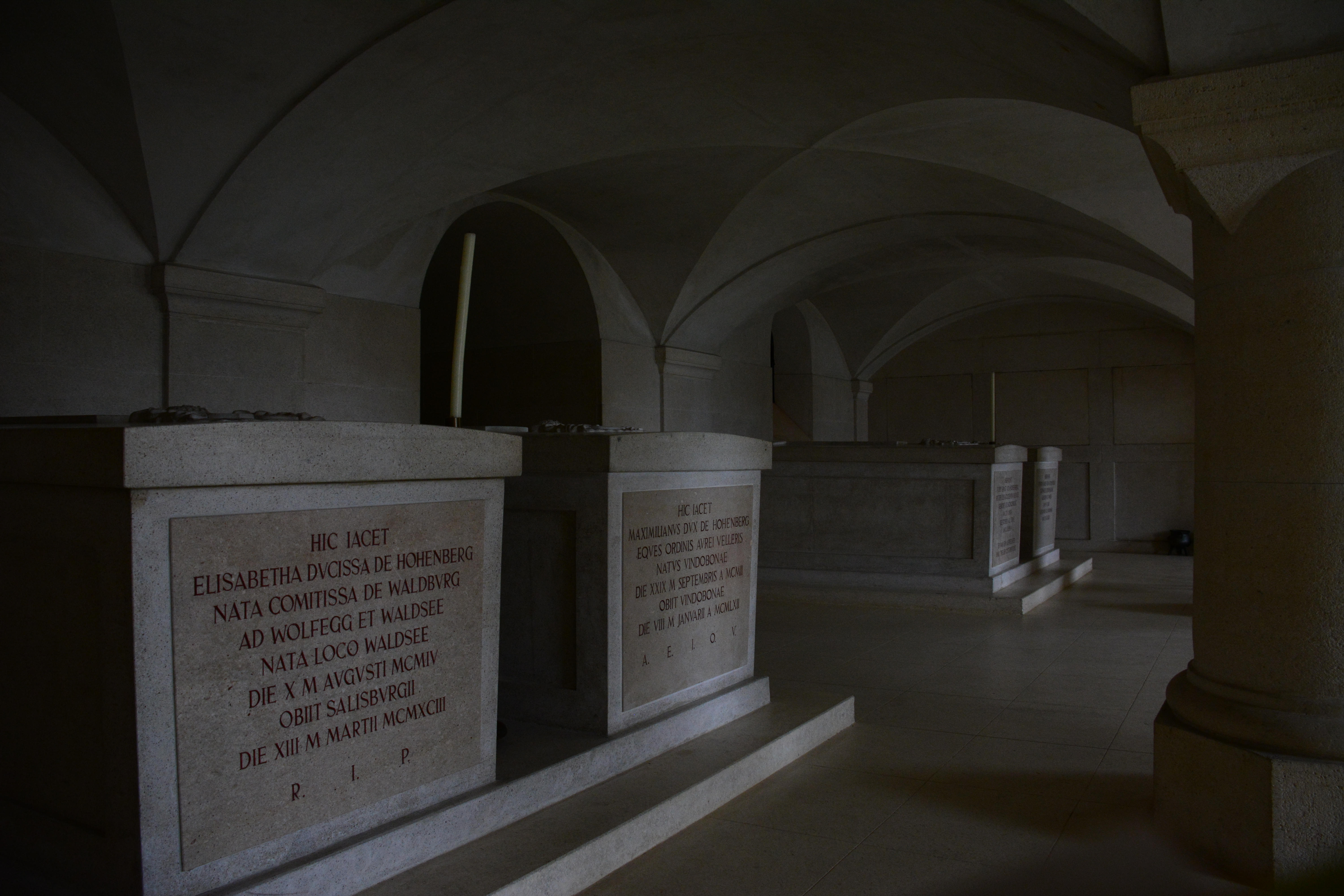
Neue Gruft mit den Sarkophagen der beiden Söhne Erzherzog Franz Ferdinands und ihrer Gemahlinnen

### Schlossherrengruft
- Siehe: St. Jakobus der Ältere (Artstetten) – Schlossherrengruft

## Schlosspark
Der Schlosspark, dessen älterer Zustand kaum überliefert ist, wurde unter Karl Ludwig ab 1861 als Landschaftsgarten des Historismus gestaltet, und geht in der grundsätzlich bis heute erhaltenen Anlage auf diese Bauphase zurück. Im Garten liegt ein oktogonales Gartenhaus, mit einem tambourartigen Obergeschoß, einem Zeltdach und einer Wendeltreppe. Davor befindet sich ein im Steinen eingefasstes Wasserbecken. Zwei Brunnenfiguren stammen aus dem 19. Jahrhundert.
Die beiden Auffahrten, die repräsentative Vorfahrt südlich und die Automobilstraße nördlich, wurden von Franz Ferdinand um 1900 angelegt, die formalen, terrassierten Teile in Schlossnähe, schon in modernerem Stil, vom Architekten Rudolf Frass und dem tschechischen Gartenkünstler Jaroslav Molnár 1914 gestaltet. Der Park wurde auch später sukzessive ergänzt und umgestaltet, höherliegende Teile sind auch im angrenzenden Waldgebiet aufgegangen.
Heute zeichnet sich der Park durch seine lebendige Gartengestaltung und einen Bestand botanischer Raritäten aus. Er gehört zu den bedeutendsten gartenarchitektonischen Denkmalen Österreichs und steht unter Denkmalschutz (Nr. 9 im Anhang zu § 1 Abs. 12 DMSG und in der Denkmalliste). Er ist in den wichtigsten Teilen für Museumsbesucher und bei öffentlichen Veranstaltungen zugänglich, einige Teile sind privat.

## Sonstiges
- 1986: Anbringung einer Gedenktafel für Erzherzog Franz Ferdinand und die Herzogin von Hohenberg in der Kapuzinergruft in Wien, von Kardinal Franz König enthüllt
- 1988: Verleihung der Wachauer Goldhaube in Silber
- 1990: Verleihung des Würdigungspreises des Landes Niederösterreich für den Gründer des Museums: Romée de La Poeze d’Harambure
- 1991: Schloss Artstetten wird Hauptdrehort für die elfteilige Fernsehserie Donauprinzessin
- 2004: Eine 10-Euro-Münze der Österreichischen Nationalbank wurde dem Schloss Artstetten gewidmet.[5]
- 2014: Gedenkfeier anlässlich der 100. Wiederkehr des Attentats von Sarajevo, gehalten von Kardinal Schönborn, danach Ausstellungseröffnung durch Landeshauptmann Pröll